# Mirta, de Liniers a Estambul
Mirta, de Liniers a Estambul, también conocida como Sentimientos: Mirta de Liniers a Estambul o simplemente como Sentimientos es una película argentina dramática-histórica dirigida por Jorge Coscia y Guillermo Saura, basada en el libro homónimo de Julio Fernández Baraibar. Fue escrita por Jorge Coscia y es protagonizada por Emilia Mazer y Norberto Díaz. Se estrenó el 21 de mayo de 1987. La misma dupla de directores luego realizaría también la película Chorros, estrenada el mismo año que la anterior.

## Sinopsis
Mirta es una estudiante universitaria de Buenos Aires en la politizada argentina de 1974. Luego del golpe de Estado de 1976 ella y su novio deben exiliarse en Estocolmo. El exilio contribuirá a destruir la pareja y Mirta deberá entonces encontrar su propio camino.

## Reparto
| Actor               | Personaje |
| ------------------- | --------- |
| Emilia Mazer        | Mirta     |
| Norberto Díaz       | Enrique   |
| Víctor Laplace      |           |
| Arturo Bonín        |           |
| María Vaner         |           |
| Mercedes Morán      |           |
| Marcelo Alfaro      |           |
| Elvia Andreoli      |           |
| Cristina Banegas    |           |
| Guillermo Battaglia |           |
| Alberto Busaid      |           |
| María Fiorentino    |           |
| Claudio Gallardou   |           |
| Fernando Álvarez    |           |
| Paulino Andrada     |           |
| Ricardo Bartis      |           |
| Saim Urgay          |           |